# Campylotropis macrocarpa
Espèce
Classification APG III (2009)
Synonymes
- Lespedeza macrocarpa Bunge

Campylotropis macrocarpa est une espèce de plantes à fleurs de la famille des Fabacées. C'est un arbuste originaire de Chine.

## Description
Campylotropis macrocarpa est un arbuste de moins de deux mètres de haut à feuillage caduc.
Les feuilles sont trilobées. Le pétiole est duveteux ainsi que la partie inférieure du limbe.
La floraison, abondante, est estivale.
Une dizaine de fleurs, papilionacées, rose-pâle et blanc, sont portées par une courte panicule : chaque fleur est unique par bractéole, ce qui distingue le genre du genre Lespedeza où les fleurs sont doubles.
Cette espèce compte 22 chromosomes

## Distribution
Cette espèce est originaire de Chine : Sichuan, Yunnan.
Sa large utilisation ornementale a étendu son aire de répartition à l'ensemble des pays à climat tempéré.

## Historique et position taxinomique
Campylotropis macrocarpa fait partie de la sous-famille des Faboideae, tribu des Desmodieae, sous-tribu des Lespedezinae.
En 1833, Aleksandr Andreïevitch von Bunge, dans un communiqué à l'académie des Sciences de Saint-Pétersbourg, décrit une plante collectée à la suite de son voyage en Chine, sous le nom de Lespedeza macrocarpa.
La plante est redécrite en 1835 par Aleksandr Andreïevitch von Bunge sous le nom de Campylotropis chinensis. Cette épithète spécifique est donc illégale, bien que plaçant la plante dans le bon genre.
En 1816, Alfred Rehder la replace dans le genre Campylotropis : Campylotropis macrocarpa (Bunge) Rehder.
Synonymes : Campylotropis gracilis Ricker, Campylotropis hersii Ricker, Campylotropis huberi Ricker, Campylotropis ichangensis Schindl. ex Cheng f., Campylotropis mortolana Ricker
Elle compte de nombreuses variétés :
- Campylotropis macrocarpa fo. alba (S.Y.Wang) Iokawa & H.Ohashi (2002)
- Campylotropis macrocarpa var. alba S.Y.Wang (1988) : voir Campylotropis macrocarpa fo. alba (S.Y.Wang) Iokawa & H.Ohashi
- Campylotropis macrocarpa fo. giraldii (Schindl.) P.Y.Fu (1987) : voir Campylotropis macrocarpa var. hupehensis (Pamp.) Iokawa & H.Ohashi
- Campylotropis macrocarpa var. giraldii (Schindl.) K.T.Fu ex P.Y.Fu (1987) : voir Campylotropis macrocarpa var. hupehensis (Pamp.) Iokawa & H.Ohashi
- Campylotropis macrocarpa subsp. hengduanshanensis C.J.Chen (1988)
- Campylotropis macrocarpa fo. hupehensis (Pamp.) P.Y.Fu (1987) : voir Campylotropis macrocarpa var. hupehensis (Pamp.) Iokawa & H.Ohashi
- Campylotropis macrocarpa var. hupehensis (Pamp.) Iokawa & H. Ohashi (2002) [5] - synonymes : Campylotropis bodinieri Schindl., Campylotropis giraldii (Schindl.) Schindl., Campylotropis glauca (Schindl.) Schindl., Campylotropis longepedunculata Ricker,  Campylotropis macrocarpa fo. giraldii (Schindl.) P.Y.Fu, Campylotropis macrocarpa var. giraldii (Schindl.) K.T.Fu ex P.Y.Fu
- Campylotropis macrocarpa fo. lanceolata P.Y.Fu (1987)
- Campylotropis macrocarpa fo. longepedunculata (Ricker) P.Y.Fu (1987) : voir Campylotropis macrocarpa var. hupehensis (Pamp.) Iokawa & H.Ohashi
- Campylotropis macrocarpa fo. microphylla K.T.Fu ex P.Y.Fu (1987) : voir Campylotropis macrocarpa var. hupehensis (Pamp.) Iokawa & H.Ohashi

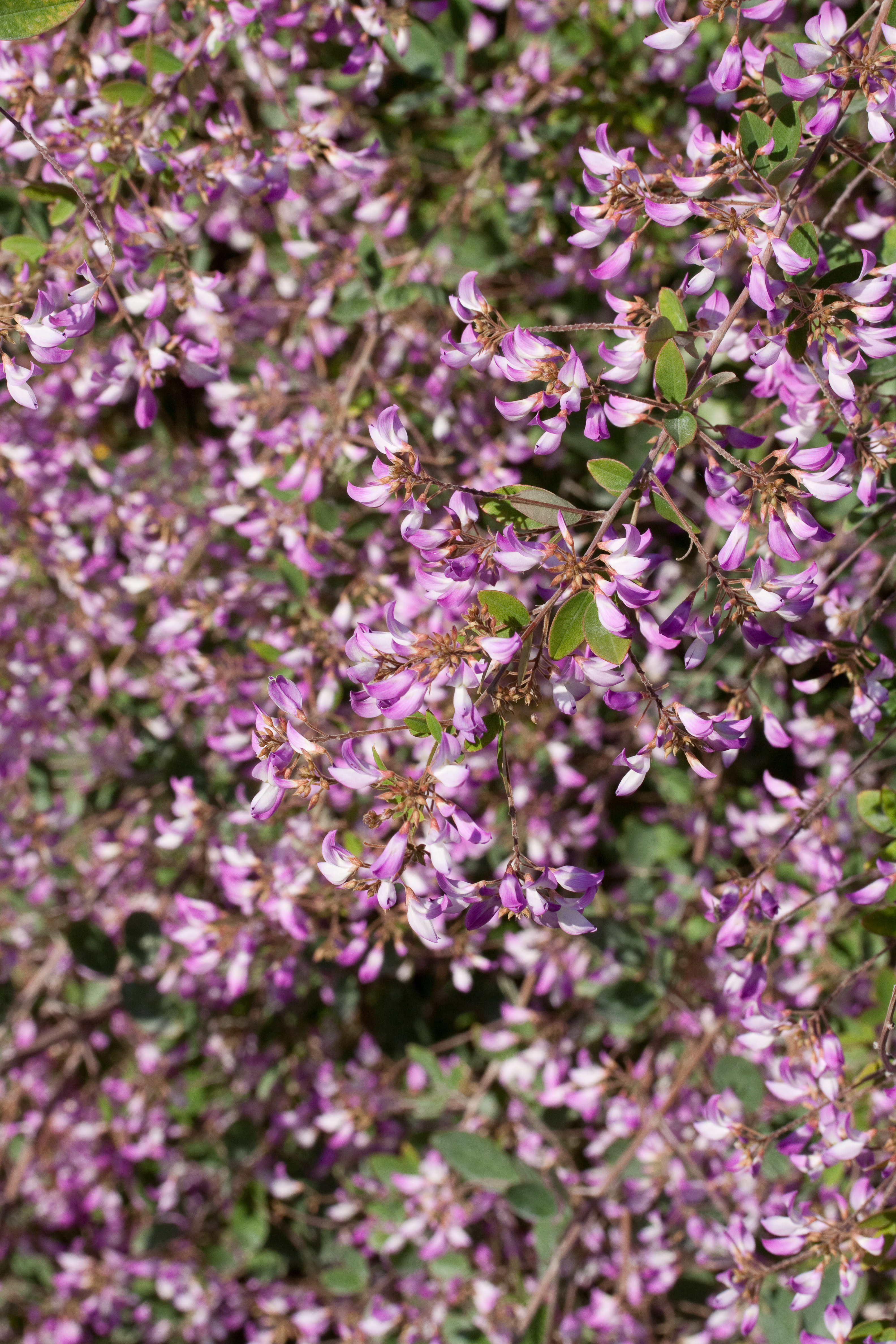
Floraison.
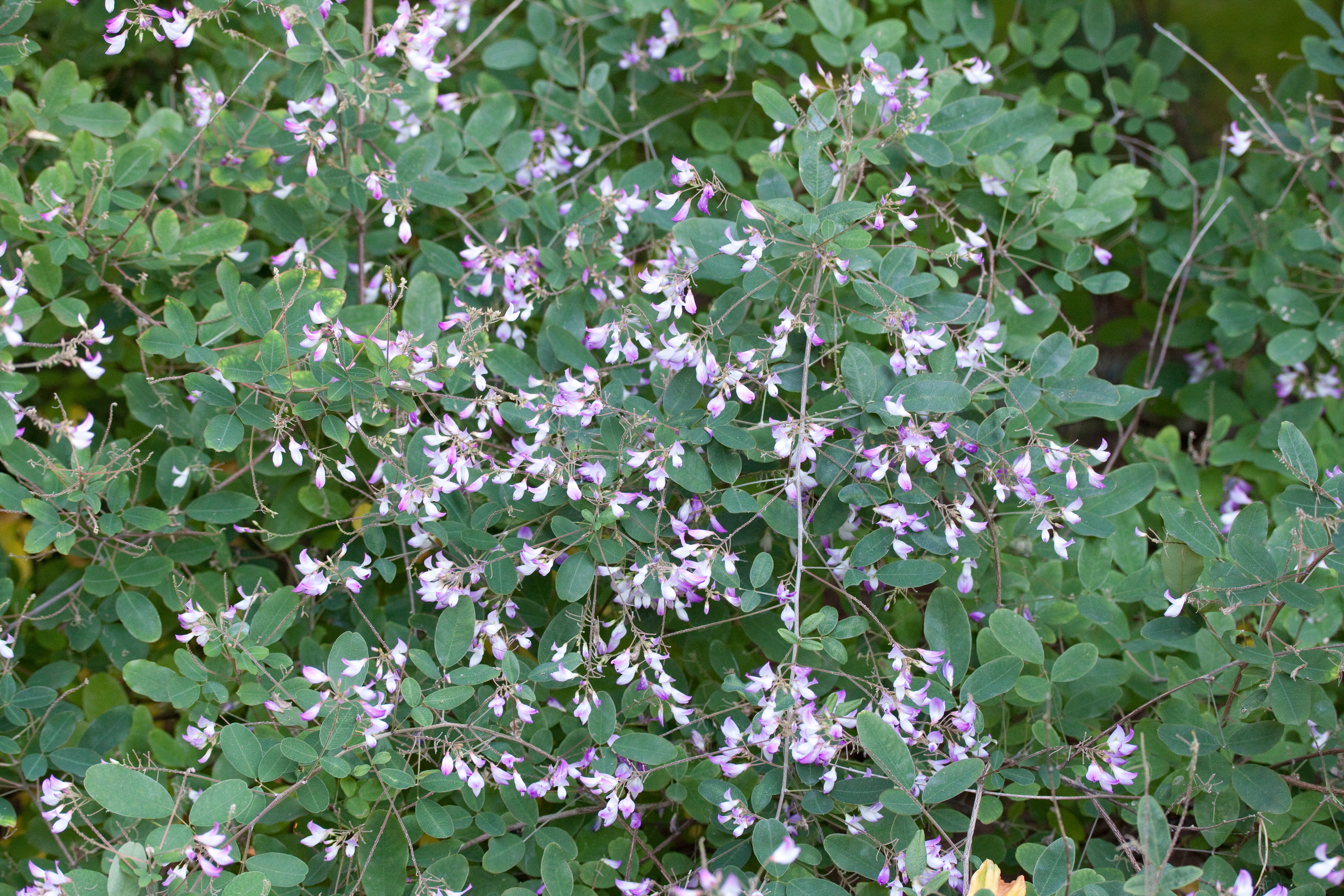
Floraison et feuillage.
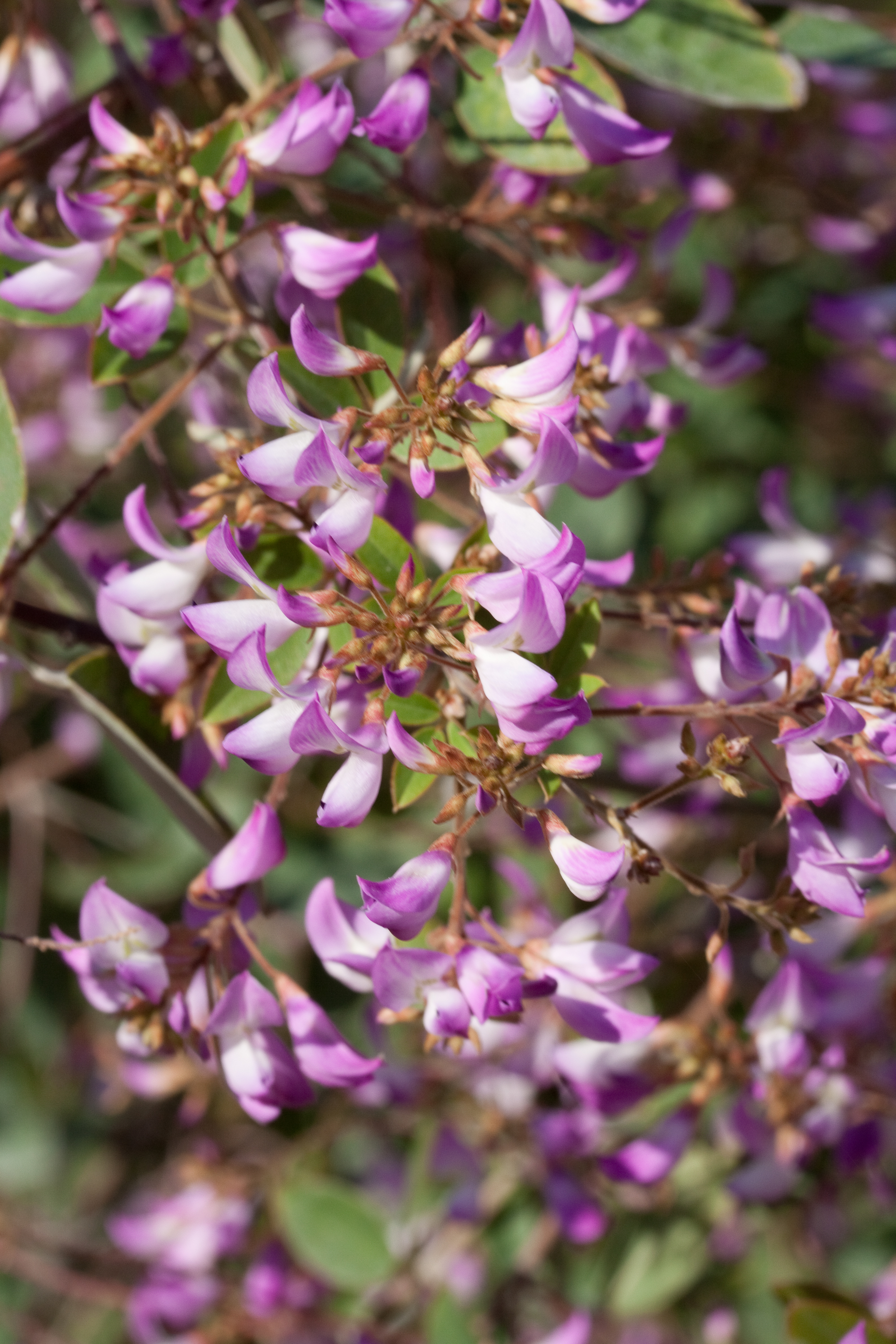
Fleurs.
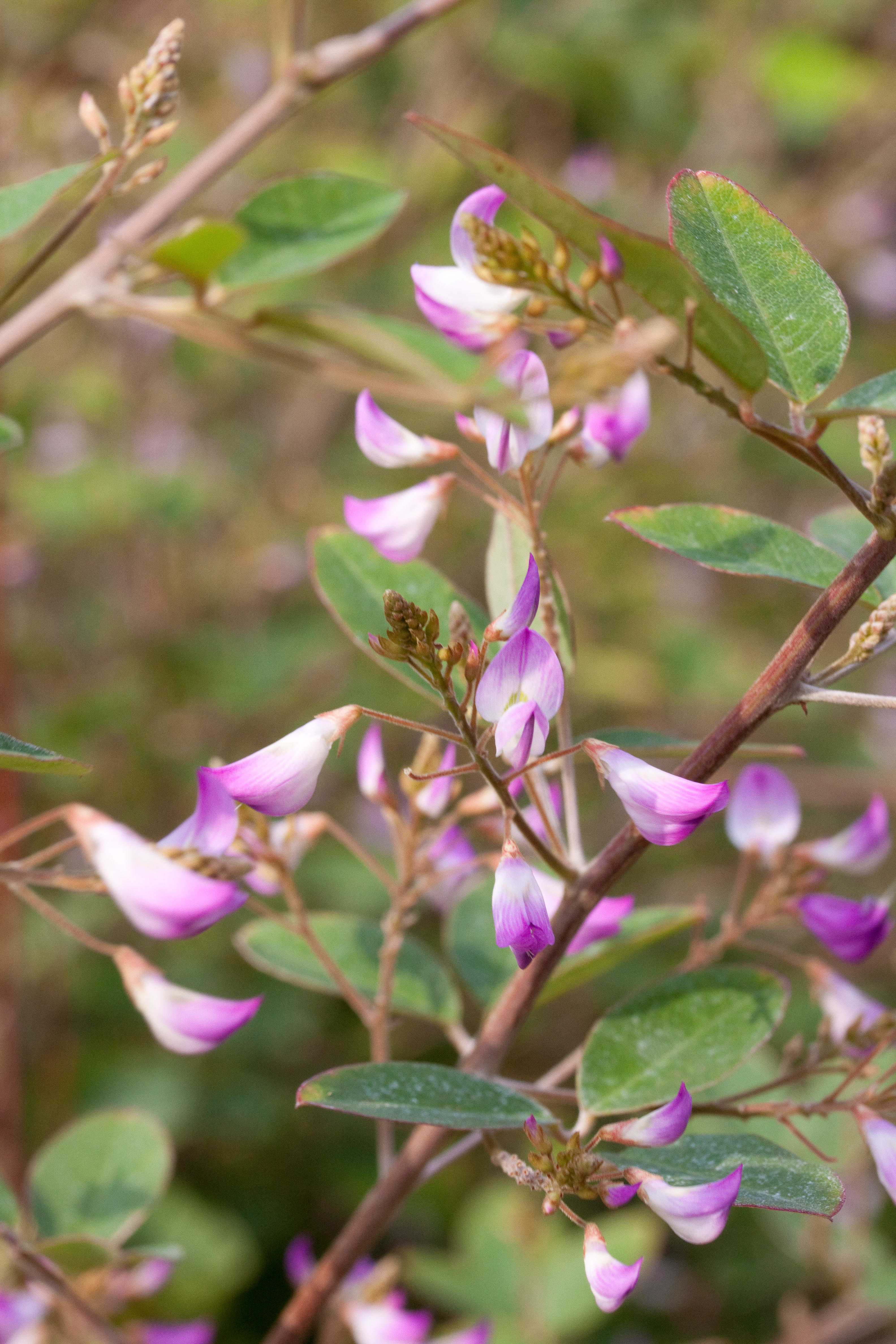
Fleurs.